# Sextus Caec(…)
Sextus Caec[…] war ein antiker römischer Unternehmer im 1. Jahrhundert, der in Rom tätig war.
Sextus Caec[…] ist heute nur noch von einer Grabinschrift bekannt, die in Cagliari gefunden wurde. In der Inschrift wird er als vascularius bezeichnet wird. Das kann sowohl die Produzenten von – zumeist – Metallgefäßen (Toreuten) als auch die Händler solcher Gefäße meinen. Die (aufgelöste) Inschrift lautet:
Ob Sextus, wenn die Deutung als Produzent stimmt, Besitzer der Werkstatt war oder selbst aktiv bei der Arbeit mitwirkte, kann nicht gesagt werden. Er wäre einer von nur knapp über 30 inschriftlich-namentlich belegten antiken Toreuten. Ihm zuweisbare Werke sind nicht überliefert, was in einem solchen Fall auch eine Deutung als Händler oder Hersteller stark erleichtern würde.

## Einzelbelege
1. ↑  CIL 10, 7611
2. ↑  abgesehen von Signaturstempeln auf toreutischen Erzeugnissen

| Personendaten    | Personendaten                              |
| ---------------- | ------------------------------------------ |
| NAME             | Caec[…], Sextus                            |
| KURZBESCHREIBUNG | antiker römischer Toreut oder Händler      |
| GEBURTSDATUM     | 1. Jahrhundert v. Chr. oder 1. Jahrhundert |
| STERBEDATUM      | 1. Jahrhundert oder 2. Jahrhundert         |